# Ciao America!
Ciao America! (Greetings) è un film del 1968 diretto da Brian De Palma, vincitore dell'Orso d'argento al Festival di Berlino.

## Trama
Il film racconta le vicende intrecciate di tre personaggi, racchiuse tra due apparizioni televisive del presidente Lyndon B. Johnson, occupato a esaltare la "grande società" americana. I tre sono: John Rubin, il cui hobby è di riprendere le ragazze che si spogliano davanti ad una finestra; Paul Shaw, che cerca in ogni modo, anche spacciandosi di essere gay, di evitare l'arruolamento per la Guerra del Vietnam (mentre intanto incontra donne ricorrendo ad un computer); e infine Lloyd Clay, ossessionato dai misteri dell'assassinio di John Fitzgerald Kennedy, che tenta in ogni modo di scoprire la verità, poiché non crede alla versione ufficiale della sua morte.
Quando arriva vicino alla verità, viene a sua volta ucciso come i diciassette testimoni del delitto. Alla fine del film, John Rubin, militare in Vietnam, è intervistato da un giornalista della televisione, che lo vuol presentare come valoroso patriota; ma anziché sparare su una Viet Cong, come il giornalista si aspetterebbe, la fa spogliare davanti alle telecamere.

## Produzione
Il film è stato prodotto dalla West End Films. Le scene sono state girate completamente nello stato di New York, più precisamente a New York e nel Greenwich Village (Manhattan). Il budget ammonta a circa 39000 $. Si tratta del primo film di Robert De Niro e di Gerrit Graham.

### Colonna sonora
I brani musicali del film sono 3: Greetings!, So Loose and So Slow, Like Cats, tutti scritti da Eric Kaz e cantati dai The Children of Paradise.

## Distribuzione
Il film è stato distribuito negli Stati Uniti il 15 dicembre 1968; in Germania Ovest nel giugno 1969 con il nome Greetings - Grüße al Festival internazionale del cinema di Berlino e, successivamente, in prima TV l'8 dicembre solo come Grüße; in Danimarca il 28 gennaio 1970 come U.S. Greetings - Hilsen fra Amerika; nei Paesi Bassi il 9 marzo 1978; in Italia nel 1979 e in Francia il 26 novembre 2003.

### Divieto
Il film è stato vietato in Australia ai minori di 15 anni, mentre in Germania Ovest e nei Paesi Bassi ai minori di 16 anni. Censura più severa negli Stati Uniti, dove la Motion Picture Association of America, ha valutato il film R (restricted), ovvero vietato ai minori di 17 anni non accompagnati dai genitori, ma soprattutto nel Regno Unito, dove fu vietato ai minori di anni 18.

## Sequel
Nel 1970, è stato distribuito un sequel, intitolato Hi, Mom!, che vede il ritorno alla regia di De Palma e di De Niro come interprete principale.